# Copa Libertadores Sub-20 de 2022
La Copa Libertadores Sub-20 de 2022, oficialmente Copa Conmebol Libertadores Sub-20 de 2022, fue la sexta edición de este torneo sudamericano de clubes organizado por la Conmebol en la categoría Sub-20. La competición tuvo como sede Ecuador. El campeón del torneo fue Peñarol, quien derrotó en los tiros desde el punto penal a Independiente del Valle en la final, tras empatar 1-1 en el tiempo reglamentario, con ello el cuadro del Peñarol jugó la Copa Intercontinental Sub-20, ante el Benfica campeón de la Liga Juvenil de la UEFA 2021-22, dicho torneo se oficializó por parte de la CONMEBOL y la UEFA el 2 de junio de 2022.

## Formato
Se disputó en dos fases: Fase de grupos y Fase final. La Fase de grupos la disputaron los 12 equipos clasificados, 10 campeones nacionales de las asociaciones miembro, un cupo extra para el país anfitrión y un cupo para el campeón vigente. Fueron distribuidos en tres grupos (A, B y C). Una vez finalizada dicha fase, clasificaron para la Fase final cuatro equipos: los tres ubicados en la primera posición de sus respectivos grupos y el mejor de los tres equipos ubicados en la segunda posición, quienes disputaron las Semifinales. Los ganadores de ambos partidos de Semifinales disputaron la Final para dirimir quién se quedó con el título de campeón, mientras que los dos perdedores disputaron el partido por el tercer puesto.

## Equipos participantes
| País                              | Equipo                                       | Vía de clasificación |
| --------------------------------- | -------------------------------------------- | --- |
| Argentina 1 cupo                  | Newell's Old Boys                            | Campeón en Cuarta División del Torneo del Primer Semestre de 2021                                                                         |
| Bolivia 1 cupo                    | Blooming                                     | Campeón del Campeonato Clasificatorio a la CONMEBOL Libertadores Sub-20 2022                                                              |
| Brasil 1 cupo                     | Internacional                                | Campeón Supercopa de Fútbol Sub-20 de Brasil 2021                                                                                         |
| Chile 1 cupo                      | Universidad de Concepción                    | Campeón Nacional Fútbol Joven Sub-21 2021                                                                                                 |
| Colombia 1 cupo                   | Millonarios                                  | Campeón de la Supercopa Juvenil FCF 2019                                                                                                  |
| Ecuador 2 cupos + campeón vigente | Independiente del Valle Liga de Quito Orense | Campeón de la Copa Libertadores Sub-20 de 2020 Campeón del Campeonato Nacional Sub-18 2021 3.º puesto del Campeonato Nacional Sub-18 2021 |
| Paraguay 1 cupo                   | Guaraní                                      | Campeón del Torneo Especial 2021 |
| Perú 1 cupo                       | Sporting Cristal                             | Campeón de la Copa Generación Sub-18 2021                                                                                                 |
| Uruguay 1 cupo                    | Peñarol                                      | Campeón del Campeonato Uruguayo Sub-19 2021                                                                                               |
| Venezuela 1 cupo                  | Caracas                                      | Campeón del Torneo Sub-19 2021 |

## Sedes
La copa se desarrolló en tres estadios de Ecuador, el estadio Banco Guayaquil de propiedad del Independiente del Valle, el estadio Olímpico Atahualpa de la Concentración Deportiva de Pichincha y el estadio Rodrigo Paz Delgado de propiedad Liga Deportiva Universitaria.
| Ecuador                    |                         |                             |
| Quito                      |                         |                             |
| Estadio Olímpico Atahualpa | Estadio Banco Guayaquil | Estadio Rodrigo Paz Delgado |
| Capacidad: 35 258          | Capacidad: 12 000       | Capacidad: 41 575           |
| Estadio Olímpico Atahualpa | Estadio Banco Guayaquil | Estadio Rodrigo Paz Delgado |

## Sorteo
El sorteo se llevó a cabo el 20 de diciembre de 2021 a las 13:30 (UTC-3) en la sede de la Conmebol. Se realizó de acuerdo con el Artículo 16 del Reglamento de la siguiente manera:
- Los 12 equipos se ubicaron en cuatro bombos de tres equipos, según la ubicación final del club de su asociación nacional en la edición previa del torneo, y se dividieron en tres bombos de cuatro.
- Los campeones defensores, Independiente del Valle, fueron colocados automáticamente en el bombo 1 y asignados a la posición A1 en la fase de grupos, mientras que los equipos de las siguientes dos mejores asociaciones (Ecuador y Argentina), también fueron colocados en el bombo 1 y sorteado a la posición B1 o C1 en la fase de grupos.
- Los equipos de las siguientes tres asociaciones (Brasil, Paraguay y Venezuela) se colocaron en el bombo 2 y se los sorteó a la posición A2, B2 o C2 en la fase de grupos.
- Los equipos de las siguientes tres asociaciones (Chile, Uruguay y Perú) se colocaron en el bombo 3 y se los sorteó a la posición A3, B3 o C3 en la fase de grupos.
- Los equipos de las dos últimas asociaciones (Colombia y Bolivia) y el equipo adicional de la asociación anfitriona (Ecuador) se colocaron en el bombo 4 y se los sorteó a la posición A4, B4 o C4 en la fase de grupos.
- Los equipos de la misma asociación no se podían agrupar en el mismo grupo.

| Bombo 1                                                            | Bombo 2                             | Bombo 3                                                  | Bombo 4                           |
| ------------------------------------------------------------------ | ----------------------------------- | -------------------------------------------------------- | --------------------------------- |
| - Independiente del Valle (A1) - Liga de Quito - Newell's Old Boys | - Internacional - Guaraní - Caracas | - Universidad de Concepción - Peñarol - Sporting Cristal | - Millonarios - Orense - Blooming |

## Fase de grupos
- Los horarios corresponden a la hora local de Ecuador: (UTC-5).[10][11][12]

     – Clasificados para las Semifinales.
     – Clasificado a las Semifinales como el mejor segundo.

### Grupo A
| Equipo                  | Pts. | PJ | PG | PE | PP | GF | GC | Dif. |
| ----------------------- | ---- | -- | -- | -- | -- | -- | -- | ---- |
| Independiente del Valle | 9    | 3  | 3  | 0  | 0  | 13 | 1  | 12   |
| Caracas                 | 6    | 3  | 2  | 0  | 1  | 6  | 4  | 2    |
| Sporting Cristal        | 3    | 3  | 1  | 0  | 2  | 6  | 12 | –6   |
| Blooming                | 0    | 3  | 0  | 0  | 3  | 0  | 8  | –8   |

| 5 de febrero, 15:00 | Independiente del Valle                | 3:0 (2:0) | Caracas | Estadio Banco Guayaquil, Quito |                          |
|                     | Mercado 8' · Acosta 20' · Sagardia 70' | Reporte   |         | Árbitro(s): Flavio Souza       | Árbitro(s): Flavio Souza |

| 5 de febrero, 17:30 | Sporting Cristal                            | 4:0 (2:0) | Blooming | Estadio Banco Guayaquil, Quito |                              |
|                     | Grimaldo 13', 46' · Paredes 35' · Perea 56' | Reporte   |          | Árbitro(s): Nicolás Lamolina   | Árbitro(s): Nicolás Lamolina |

| 8 de febrero, 15:00 | Independiente del Valle                                                                              | 7:1 (4:1) | Sporting Cristal | Estadio Banco Guayaquil, Quito |                            |
|                     | Acosta 14' · Valencia 22' · Sagardia 30' · Mejía 38' (pen.), 68' · Caicedo 71' · Carcelén 81' (pen.) | Reporte   | Paredes 9'       | Árbitro(s): Gustavo Tejera     | Árbitro(s): Gustavo Tejera |

| 8 de febrero, 17:30 | Caracas    | 1:0 (0:0) | Blooming | Estadio Banco Guayaquil, Quito |                           |
|                     | Albizo 72' | Reporte   |          | Árbitro(s): Carlos Ortega      | Árbitro(s): Carlos Ortega |

| 11 de febrero, 15:00 | Blooming | 0:3 (0:1) | Independiente del Valle                      | Estadio Banco Guayaquil, Quito |                             |
|                      |          | Reporte   | Caicedo 28' · Medina 48' · Angulo 55' (pen.) | Árbitro(s): Jhon Hinestroza    | Árbitro(s): Jhon Hinestroza |

| 11 de febrero, 17:30 | Caracas                                               | 5:1 (1:0) | Sporting Cristal | Estadio Banco Guayaquil, Quito |                             |
|                      | Sulbarán 36' · Guarirapa 59', 69', 89' · Guerra 90+3' | Reporte   | Perea 84' (pen.) | Árbitro(s): Dilio Rodríguez    | Árbitro(s): Dilio Rodríguez |

### Grupo B
| Equipo        | Pts. | PJ | PG | PE | PP | GF | GC | Dif. |
| ------------- | ---- | -- | -- | -- | -- | -- | -- | ---- |
| Peñarol       | 7    | 3  | 2  | 1  | 0  | 5  | 1  | 4    |
| Millonarios   | 6    | 3  | 2  | 0  | 1  | 3  | 3  | 0    |
| Liga de Quito | 3    | 3  | 1  | 0  | 2  | 2  | 4  | –2   |
| Internacional | 1    | 3  | 0  | 1  | 2  | 1  | 3  | –2   |

| 6 de febrero, 15:00 | Liga de Quito | 1:0 (0:0) | Internacional | Estadio Olímpico Atahualpa, Quito |                            |
|                     | Angulo 66'    | Reporte   |               | Árbitro(s): Yender Herrera        | Árbitro(s): Yender Herrera |

| 6 de febrero, 17:30 | Peñarol       | 2:0 (1:0) | Millonarios | Estadio Olímpico Atahualpa, Quito |                              |
|                     | Cruz 25', 46' | Reporte   |             | Árbitro(s): Augusto Menéndez      | Árbitro(s): Augusto Menéndez |

| 9 de febrero, 15:00 | Liga de Quito | 0:2 (0:0) | Peñarol               | Estadio Olímpico Atahualpa, Quito |                          |
|                     |               | Reporte   | Díaz 52' · Cruz 90+9' | Árbitro(s): Paúl Benítez          | Árbitro(s): Paúl Benítez |

| 9 de febrero, 17:30 | Internacional | 0:1 (0:1) | Millonarios  | Estadio Olímpico Atahualpa, Quito |                            |
|                     |               | Reporte   | Carvajal 28' | Árbitro(s): Cristián Garay        | Árbitro(s): Cristián Garay |

| 12 de febrero, 15:00 | Millonarios           | 2:1 (1:0) | Liga de Quito   | Estadio Olímpico Atahualpa, Quito |                              |
|                      | Gómez 38' · Oñate 86' | Reporte   | Sosa 79' (pen.) | Árbitro(s): Nicolás Lamolina      | Árbitro(s): Nicolás Lamolina |

| 12 de febrero, 17:30 | Internacional  | 1:1 (1:0) | Peñarol      | Estadio Olímpico Atahualpa, Quito |                              |
|                      | Lucas Dias 17' | Reporte   | Ferreira 78' | Árbitro(s): Augusto Menéndez      | Árbitro(s): Augusto Menéndez |

### Grupo C
| Equipo                    | Pts. | PJ | PG | PE | PP | GF | GC | Dif. |
| ------------------------- | ---- | -- | -- | -- | -- | -- | -- | ---- |
| Guaraní                   | 6    | 3  | 2  | 0  | 1  | 5  | 2  | 3    |
| Newell's Old Boys         | 6    | 3  | 2  | 0  | 1  | 4  | 2  | 2    |
| Orense                    | 6    | 3  | 2  | 0  | 1  | 5  | 5  | 0    |
| Universidad de Concepción | 0    | 3  | 0  | 0  | 3  | 3  | 8  | –5   |

| 7 de febrero, 15:00 | Newell's Old Boys | 0:1 (0:0) | Guaraní     | Estadio Olímpico Atahualpa, Quito |                         |
|                     |                   | Reporte   | Segovia 66' | Árbitro(s): Marlon Vera           | Árbitro(s): Marlon Vera |

| 7 de febrero, 17:30 | Universidad de Concepción          | 2:3 (1:2) | Orense                        | Estadio Olímpico Atahualpa, Quito |                             |
|                     | Vásquez 10' (pen.) · Fernández 64' | Reporte   | Quiñónez 8', 18' · Chamba 84' | Árbitro(s): Dilio Rodríguez       | Árbitro(s): Dilio Rodríguez |

| 10 de febrero, 15:00 | Newell's Old Boys | 1:0 (1:0) | Universidad de Concepción | Estadio Olímpico Atahualpa, Quito |                          |
|                      | Ruiz 34' (a.g.)   | Reporte   |                           | Árbitro(s): Flavio Souza          | Árbitro(s): Flavio Souza |

| 10 de febrero, 17:30 | Guaraní | 0:1 (0:1) | Orense      | Estadio Olímpico Atahualpa, Quito |                            |
|                      |         | Reporte   | Coronel 28' | Árbitro(s): Yender Herrera        | Árbitro(s): Yender Herrera |

| 13 de febrero, 15:00 | Orense    | 1:3 (0:1) | Newell's Old Boys                    | Estadio Olímpico Atahualpa, Quito |                            |
|                      | Plúas 72' | Reporte   | Messi 26' · Rossi 77' · Contrera 84' | Árbitro(s): Gustavo Tejera        | Árbitro(s): Gustavo Tejera |

| 13 de febrero, 17:30 | Guaraní                                    | 4:1 (2:0) | Universidad de Concepción | Estadio Olímpico Atahualpa, Quito |                           |
|                      | Adorno 9', 73' · Segovia 24' · Benítez 70' | Reporte   | Rodríguez 90' (a.g.)      | Árbitro(s): Carlos Ortega         | Árbitro(s): Carlos Ortega |

### Mejor segundo
| Equipo            | Grupo | Pts. | PJ | PG | PE | PP | GF | GC | Dif. |
| ----------------- | ----- | ---- | -- | -- | -- | -- | -- | -- | ---- |
| Caracas           | A     | 6    | 3  | 2  | 0  | 1  | 6  | 4  | 2    |
| Newell's Old Boys | C     | 6    | 3  | 2  | 0  | 1  | 4  | 2  | 2    |
| Millonarios       | B     | 6    | 3  | 2  | 0  | 1  | 3  | 3  | 0    |

## Segunda fase
|  | Semifinales             | Semifinales           |       |                       | Final                   | Final |  |
|  |                         |                       |       |                       |                         |       |  |
|  |                         |                       |       |                       |                         |       |  |
|  | 17 de febrero - Quito   |                       |       |                       |                         |       |  |
|  | Independiente del Valle | 3                     |       |                       |                         |       |  |
|  | Guaraní                 | 1                     |       |                       |                         |       |  |
|  |                         |                       |       |                       |                         |       |  |
|  |                         |                       |       |                       | 20 de febrero - Quito   |       |  |
|  |                         |                       |       |                       | Independiente del Valle | 1 (3) |  |
|  |                         | Peñarol               | 1 (4) |                       |                         |       |  |
|  |                         |                       |       |                       |                         |       |  |
|  |                         |                       |       |                       |                         |       |  |
|  |                         |                       |       |                       | Tercer lugar            |       |  |
|  | 17 de febrero - Quito   | 17 de febrero - Quito |       | 20 de febrero - Quito | 20 de febrero - Quito   |       |  |
|  | Peñarol                 | 2                     |       | Guaraní               | 3                       |       |  |
|  | Caracas                 | 1                     |       |                       | Caracas                 | 2     |  |

### Semifinales
| 17 de febrero, 15:00 | Independiente del Valle                        | 3:1 (1:0) | Guaraní            | Estadio Banco Guayaquil, Quito |                              |
|                      | Sagardia 43' (pen.), 56' · Valencia 74' (pen.) | Reporte   | Benítez 88' (pen.) | Árbitro(s): Nicolás Lamolina   | Árbitro(s): Nicolás Lamolina |

| 17 de febrero, 17:30 | Peñarol         | 2:1 (1:1) | Caracas      | Estadio Banco Guayaquil, Quito |                           |
|                      | Alonso 12', 61' | Reporte   | Sulbarán 26' | Árbitro(s): Carlos Ortega      | Árbitro(s): Carlos Ortega |

### Tercer lugar
| 20 de febrero, 15:00 | Guaraní                              | 3:2 (0:1) | Caracas                     | Estadio Rodrigo Paz Delgado, Quito |                            |
|                      | Adorno 48' · Benítez 73' · López 88' | Reporte   | Molleda 21' · Guarirapa 76' | Árbitro(s): Cristián Garay         | Árbitro(s): Cristián Garay |

### Final
| 20 de febrero, 18:00 | Independiente del Valle                       | 1:1 (0:0) (3:4 p.)         | Peñarol                                                 | Estadio Rodrigo Paz Delgado, Quito |                          |
|                      | Delgado 90'                                   | Reporte                    | Méndez 76'                                              | Árbitro(s): Flavio Souza           | Árbitro(s): Flavio Souza |
|                      |                                               | Tiros desde el punto penal |                                                         |                                    |                          |
|                      | Medina · Sagardia · Delgado · Carcelén · Mina |                            | Ferreira · Méndez · Homenchenko · R. Rodríguez · Alonso |                                    |                          |

|                             |
| Bandera de Uruguay          |
| Campeón Peñarol 1.er título |

## Estadísticas

### Goleadores
| Jugador            | Equipo                  | Goles |
| ------------------ | ----------------------- | ----- |
| Francisco Sagardia | Independiente del Valle | 4     |
| Saúl Guarirapa     | Caracas                 | 4     |
| Milcíades Adorno   | Guaraní                 | 3     |
| Óscar Cruz         | Peñarol                 | 3     |
| Bryan Quiñónez     | Orense                  | 2     |
| Joao Grimaldo      | Sporting Cristal        | 2     |
| Néicer Acosta      | Independiente del Valle | 2     |
| Adrián Mejía       | Independiente del Valle | 2     |
| Gilmar Paredes     | Sporting Cristal        | 2     |
| Marlon Perea       | Sporting Cristal        | 2     |
| Maikel Caicedo     | Independiente del Valle | 2     |
| Anthony Valencia   | Independiente del Valle | 2     |
| Matías Segovia     | Guaraní                 | 2     |
| Bernardo Benítez   | Guaraní                 | 2     |
| Manuel Sulbarán    | Caracas                 | 2     |
| Máximo Alonso      | Peñarol                 | 2     |

| Yaimar Medina     | Independiente del Valle      | 1 |
| Marco Angulo      | Independiente del Valle      | 1 |
| Patrik Mercado    | Independiente del Valle      | 1 |
| Jamilton Carcelén | Independiente del Valle      | 1 |
| Hanssel Delgado   | Independiente del Valle      | 1 |
| Samuel Angulo     | Liga Deportiva Universitaria | 1 |
| Romario Sosa      | Liga Deportiva Universitaria | 1 |
| Tommy Chamba      | Orense                       | 1 |
| Erick Plúas       | Orense                       | 1 |
| Joaquín Messi     | Newell's Old Boys            | 1 |
| Genaro Rossi      | Newell's Old Boys            | 1 |
| Julián Contrera   | Newell's Old Boys            | 1 |
| Alcídes Benítez   | Guaraní                      | 1 |
| Javier Vásquez    | Universidad de Concepción    | 1 |
| Diego Fernández   | Universidad de Concepción    | 1 |
| Lucas Dias        | Internacional                | 1 |
| Bryant Albizo     | Caracas                      | 1 |
| Juan Carvajal     | Millonarios                  | 1 |
| Alejandro Oñate   | Millonarios                  | 1 |
| Carlos Gómez      | Millonarios                  | 1 |
| Dany Coronel      | Orense                       | 1 |
| Francisco Guerra  | Caracas                      | 1 |
| Hauis Molleda     | Caracas                      | 1 |
| Matías López      | Guaraní                      | 2 |
| Santiago Díaz     | Peñarol                      | 1 |
| Matías Ferreira   | Peñarol                      | 1 |
| Diego Méndez      | Peñarol                      | 1 |

### Autogoles
| Jugador        | Equipo                    | Rival                     | Goles |
| -------------- | ------------------------- | ------------------------- | ----- |
| Rafael Ruiz    | Universidad de Concepción | Newell's Old Boys         | 1     |
| René Rodríguez | Guaraní                   | Universidad de Concepción | 1     |

## Estadísticas finales
| Equipo | Equipo                    | Pts | PJ | PG | PE | PP | GF | GC | Dif | Rend. |
| ------ | ------------------------- | --- | -- | -- | -- | -- | -- | -- | --- | ----- |
| 1      | Peñarol                   | 11  | 5  | 3  | 2  | 0  | 8  | 3  | +5  | 83,1% |
| 2      | Independiente del Valle   | 13  | 5  | 4  | 1  | 0  | 17 | 3  | +14 | 86,7% |
| 3      | Guaraní                   | 9   | 5  | 3  | 0  | 2  | 9  | 7  | +2  | 60,0% |
| 4      | Caracas                   | 6   | 5  | 2  | 0  | 3  | 9  | 9  | 0   | 40,0% |
| 5      | Newell's Old Boys         | 6   | 3  | 2  | 0  | 1  | 4  | 2  | +2  | 66,7% |
| 6      | Orense                    | 6   | 3  | 2  | 0  | 1  | 5  | 5  | 0   | 66,7% |
| 7      | Millonarios               | 6   | 3  | 2  | 0  | 1  | 3  | 3  | 0   | 66,7% |
| 8      | Liga de Quito             | 3   | 3  | 1  | 0  | 2  | 2  | 4  | -2  | 33,3% |
| 9      | Sporting Cristal          | 3   | 3  | 1  | 0  | 2  | 6  | 12 | -6  | 33,3% |
| 10     | Internacional             | 1   | 3  | 0  | 1  | 2  | 1  | 3  | -2  | 11,1% |
| 11     | Universidad de Concepción | 0   | 3  | 0  | 0  | 3  | 3  | 8  | -5  | 00,0% |
| 12     | Blooming                  | 0   | 3  | 0  | 0  | 3  | 0  | 8  | -8  | 00,0% |